# Dicraeus nitidiventris
Dicraeus nitidiventris är en tvåvingeart som beskrevs av Kanmiya 1971. Dicraeus nitidiventris ingår i släktet Dicraeus och familjen fritflugor. Inga underarter finns listade i Catalogue of Life.